# تارات، الجزایر
تارات (به عربی: برج تارات) یک روستا در الجزایر است که در استان الیزی واقع شده‌است. تارات ۶۱۴ متر بالاتر از سطح دریا واقع شده‌است.